# Posthumus Zone
"Posthumus Zone" é uma canção composta pelo projeto de música eletrônica de Los Angeles para os programas de TV The NFL on CBS e The NFL Today na CBS Sports. A música é tocada no início e no fim do programa, antes e depois das pausas comerciais, durante os intervalos do jogo American Football Conference mostrados em The NFL on CBS e nos anúncios comerciais do próprio programa.
Ela também é usada para introduzir, concluir e para seguir para os comerciais da Westwood One's NFL game coverage, assim como nos intervalos da programação.
"Posthumus Zone", que contém apenas alguns segundos, foi lançada pela E.S. Posthumus em janeiro de 2008 como um solo (single) no iTunes Store e no Amazon. Em 2005, eles lançaram o single "Rise to Glory", uma mistura (remix) de "Posthumus Zone" em associação com os os rappers DJ Quik e Bizarre.